# شهرستان جانستون (کارولینای شمالی)
شهرستان جانستون، کارولینای شمالی (به انگلیسی: Johnston County, North Carolina) یک سکونتگاه مسکونی در ایالات متحده آمریکا است که در کارولینای شمالی واقع شده‌است.

## خصوصیات
شهرستان جانستون ۲٬۰۶۱٫۶۴ کیلومترمربع مساحت دارد.